# 信玄鍋
信玄鍋（しんげんなべ）は、甲斐国（現・山梨県）の武将・武田信玄にちなんだ鍋料理。

## バリエーション
酒蔵登美の信玄鍋
信玄の出身地、山梨県の石川酒造店直営酒場「酒蔵登美」で提供されていたもの。酒粕と味噌を使った割烹料理であった。
減塩信玄鍋
テレビ山梨の料理番組「やまなしのおかず」オリジナル料理。油揚げに具材を詰めたものを信玄袋（巾着）に見立てている。塩分を控えた出汁で煮、ゆずポン酢につけて食べる。
蓼科グランドホテル滝の湯の信玄鍋
長野県茅野市の蓼科高原「蓼科グランドホテル滝の湯」で提供されていたもの。信州味噌（白味噌）に松の実などを加えた出汁を使った鍋料理。
丹沢湖レストハウスの信玄鍋
神奈川県足柄上郡山北町、丹沢湖畔の丹沢湖レストハウスが冬季限定で提供している。